# Eparquía de Isfahán
La eparquía de Isfahán (en latín: Eparchia Hispahanensis Armenorum y en armenio: Սպահանի թեմ) es una circunscripción eclesiástica de la Iglesia católica en Irán. Se trata de una eparquía armenia, sufragánea del patriarcado de Cilicia de los armenios. Desde el 1 de octubre de 2015 su eparca es Sarkis Davidian.

## Territorio y organización
La eparquía tiene 1 648 195 km² y extiende su jurisdicción sobre los fieles católicos de rito armenio residentes en Irán.
La sede de la eparquía se encuentra en la ciudad de Teherán, en donde se halla la Catedral de San Gregorio el Iluminador (Surp Grigor Lusavoritch).
En 2023 en la eparquía existía solo una parroquia, la catedral.

## Historia
La presencia armenia en Persia tiene su origen a principios del siglo XVII, cuando Abás el Grande, tras conquistar la Gran Armenia en 1605, trasladó a numerosas familias armenias a Isfahán, la capital de su reino, para lo que construyó el barrio de barrio Nueva Julfa. Los misioneros latinos, que fueron llamados a Persia al mismo tiempo, cuidaron de la comunidad armenia, ayudándola a construir iglesias y escuelas. Algunas familias armenias se unieron a la Iglesia católica. La persecución de los cristianos desde mediados del siglo XVIII hizo que muchos armenios persas huyeran a Rusia o a Europa occidental.
En 1828, después de la anexión de Armenia Oriental al Imperio ruso y la inmigración masiva de armenio de Persia hacia Rusia, la Congregación de Propaganda Fide, deseosa de reorganizar la pequeña comunidad armenio-católica que había quedado en Persia, envió a un misionero de origen armenio, formado en Roma, Giovanni Dardarian, que logró obtener un decreto de protección de la comunidad armenia por el sah en 1834.
En 1848 el archiparca de Constantinopla, Antonio Hassun, futuro patriarca, propuso a la Santa Sede la fundación de nuevas diócesis armenio-católicas, 5 en el Imperio otomano y 1 en Persia.
La eparquía fue erigida el 30 de abril de 1850 mediante la bula Ad supremum apostolatus del papa Pío IX. Inicialmente fue sufragánea de la archieparquía de Constantinopla en forma provisional. Desde 1866 pasó a ser dependencia directa del patriarcado de Cilicia de los armenios.
Durante mucho tiempo la sede permaneció vacante y administrada directamente por los patriarcas armenios a través de los vicarios. Recién en 1954 se volvieron a nombrar obispos para Irán y se consagró la catedral.
A principios del siglo XX la comunidad armenio-católica constaba de unos 7500 fieles, atendidos por 11 sacerdotes, pero solo con 4 iglesias o capillas. A lo largo del siglo esta cifra siguió disminuyendo significativamente hasta los 150 fieles en 2023. Desde 2018 el único clérigo católico armenio en Irán es el obispo eparca y desde 2019 la única iglesia es la catedral.

## Estadísticas
Según el Anuario Pontificio 2024 la eparquía tenía a fines de 2023 un total de 150 fieles bautizados.
| Año                                                                             | Población            | Población | Población      | Sacerdotes | Sacerdotes    | Sacerdotes    | Bautizados por sacerdote | Diáconos permanentes | Religiosos | Religiosos | Parroquias |
| Año                                                                             | Bautizados católicos | Total     | % de católicos | Total      | Clero secular | Clero regular | Bautizados por sacerdote | Diáconos permanentes | Varones    | Mujeres    | Parroquias |
| ------------------------------------------------------------------------------- | -------------------- | --------- | -------------- | ---------- | ------------- | ------------- | ------------------------ | -------------------- | ---------- | ---------- | ---------- |
| 1949                                                                            | 2500                 | 15 000    | 0.0            | 4          | 4             |               | 625                      |                      |            | 6          | 3          |
| 1970                                                                            | 2000                 | 24 000    | 0.0            | 4          | 3             | 1             | 500                      |                      | 1          | 12         | 3          |
| 1980                                                                            | 2700                 |           |                | 3          |               | 3             | 900                      |                      | 3          | 11         | 1          |
| 1990                                                                            | 2180                 |           |                | 3          |               | 3             | 726                      |                      | 3          | 4          | 2          |
| 1998                                                                            | 2200                 |           |                | 2          |               | 2             | 1100                     |                      | 3          | 3          |            |
| 2001                                                                            | 10 000               |           |                | 2          |               | 2             | 5000                     |                      | 3          | 1          | 1          |
| 2002                                                                            | 10 000               |           |                | 2          |               | 2             | 5000                     |                      | 2          | 1          | 1          |
| 2003                                                                            | 10 000               |           |                | 2          |               | 2             | 5000                     |                      | 2          | 1          | 1          |
| 2004                                                                            | 10 000               |           |                | 2          |               | 2             | 5000                     |                      | 2          | 1          | 1          |
| 2009                                                                            | 8000                 |           |                | 2          |               | 2             | 4000                     |                      | 3          | 1          | 1          |
| 2013                                                                            | 200                  |           |                |            |               |               | -                        |                      |            | 1          | 1          |
| 2016                                                                            | 150                  |           |                | 1          |               | 1             | 150                      |                      |            |            | 1          |
| 2019                                                                            | 150                  |           |                |            |               |               |                          |                      |            |            | 1          |
| 2021                                                                            | 150                  |           |                |            |               |               |                          |                      |            |            | 1          |
| 2023                                                                            | 150                  |           |                |            |               |               |                          |                      |            |            | 1          |
| Fuente: Catholic-Hierarchy, que a su vez toma los datos del Anuario Pontificio. |                      |           |                |            |               |               |                          |                      |            |            |            |

## Episcopologio
- Giovanni Dardarian † (30 de abril de 1850-1852 falleció)
- Giovanni Zadighian † (15 de abril de 1859-22 de abril de 1860 renunció)
- Gregorio Dabanly (Dabanlian) † (26 de abril de 1861-?)
  - Sede administrada por el patriarca de Cilicia (antes de 1899-después de 1917)
- John Baptist Apcar † (24 de agosto de 1954-9 de julio de 1967 falleció)
- Léonce Tchantayan † (29 de agosto de 1967-16 de enero de 1972 renunció)
- Vartan Tekeyan, I.C.P.B. † (6 de diciembre de 1972-12 de abril de 1999 falleció)
- Nechan Karakéhéyan, I.C.P.B. (27 de septiembre de 2000-2 de abril de 2005 nombrado archieparca a título personal del ordinariato para los fieles de rito armenio en Europa Oriental)
  - Sede vacante (2005-2015)
- Sarkis Davidian, desde el 1 de octubre de 2015